# Ворошило Артем Анатолійович
Артем Анатолійович Ворошило (рос. Артём Анатольевич Ворошило; 13 серпня 1988, м. Петрозаводськ, СРСР) — російський хокеїст, нападник. Виступає за «Сибір» (Новосибірськ) у Континентальній хокейній лізі. 
Вихованець хокейної школи «Спартак» (Санкт-Петербург). Виступав за «Спартак» (Санкт-Петербург), ХК «Пітер», ХК ВМФ (Санкт-Петербург), «Сибір» (Новосибірськ), «Зауралля» (Курган). 